# Anne-Sophie de Brandebourg
Anne Sophie de Hohenzollern (Berlin, 18 mars 1598 – Berlin, 19 décembre 1659), était la fille du duc de Prusse et prince Électeur de Brandebourg Jean III Sigismond de Brandebourg et d'Anne de Prusse (1576-1625).

## Biographie
Dans un premier moment, la princesse était destinée au comte palatin Wolfgang-Guillaume de Neubourg, mais ce projet a échoué. Elle a épousé le duc Frédéric-Ulrich de Brunswick-Wolfenbüttel à Wolfenbüttel le 4 septembre 1614.[1] À cette occasion Michael Praetorius a composé la musique de la cérémonie de mariage.
Le mariage est resté sans enfants. Anne Sophie a entretenu une histoire d'amour avec le duc François Albert de Saxe-Lauenbourg, qui était en service dans l'armée de Tilly. Le duc François a été battu dans une bataille par Christian de Brunswick, qui a trouvé dans les bagages de l'ennemi, une correspondance compromettante entre les deux amants, et la donna à son frère Frédéric Ulrich. Anne Sophie a donc été forcée de se réfugier à la cour de son frère Georges-Guillaume Ier de Brandebourg. Elle a écrit à l'empereur Ferdinand II, alléguant que le mari avait confisqué ses bijoux et effets personnels, tandis que Georges-Guillaume a écrit à son beau-frère, lui demandant de prendre sa femme et de rendre les bijoux. Frédéric Ulrich, pour sa part, a interdit le paiement des intérêts de son douaire, et a confisqué ses biens. Cependant, même si la cour de Wolfenbüttel a convoqué un consistoire pour résoudre le cas, Anne Sophie a refusé de faire une demande de divorce et de permettre un nouveau mariage de son mari. L'empereur Ferdinand, qui aurait eu à arbitrer le conflit, a échoué, laissant le cas en 1626 à l'Électeur Jean-Georges Ier de Saxe. Il a convoqué, sous la présidence du prédicateur de la cour, Matthias Houe de Hoënegg, les représentants de Brandebourg et Brunswick, sans, toutefois, aboutir à un résultat car au cours des négociations, le duc Frédéric Ulrich est mort.
Anne Sophie a vécu dans son château de Schöningen. Là, elle a fondé une école située dans le marché, qui en son honneur a été appelé Anna-Sophianeum. La duchesse a acheté le bâtiment dans lequel a été construite l'école (aujourd'hui utilisée comme musée), et l'a agrandie, avec un portail de style baroque surmonté par les armes de la famille de Brandebourg et Brunswick. Anne Sophie a profité de l'aide de Raban de Canstein, qui a été son conseiller, et qui plus tard a fait une carrière à la cour de son frère. La duchesse, décrite comme extrêmement intelligente, a entrepris par d'habiles négociations avec les différents belligérants de la guerre de Trente Ans, de garder son apanage hors du chaos du conflit et de protéger l'Université de Helmstedt. À cette fin, elle a obtenu, le 29 avril, 1629, le transfert de l'administration de la Ville de Calvörde, d'abord dans les mains du commissaire impérial, le baron d'honneur David Becker. En outre, nous avons fait parvenir des lettres de protection de l'administrateur en chef de toutes les armées, afin que l'Université et les possessions d'Anne Sophie soient les seules parties du pays protégées contre les attaques et les pillages.
Anne Sophie est enterrée dans la crypte des Hohenzollern dans la cathédrale de Berlin.